# Mariana Leão
Mariana Leão (Rio de Janeiro, 28 de maio de 1975) é uma jornalista e apresentadora de televisão brasileira. Formada em jornalismo pela Faculdade da Cidade e pós-graduada em telejornalismo. 

## Carreira
Começou sua carreira como apresentadora de merchandising do Domingão do Faustão. Foi repórter da Band, RedeTV! e Rede Globo. Mais tarde apresentou os programas Esporte Motor, Esporte Record e Hoje em Dia, na Rede Record, diretamente dos estúdios do programa no Rio de Janeiro, onde também atuou como repórter, cobrindo folgas dos apresentadores titulares, chegando a ser apresentadora do bloco regional do programa entre 2010 e 2011. Em abril de 2015 assinou contrato com a RedeTV!, para apresentar junto a Celso Zucatelli e Edu Guedes o matinal Melhor pra Você. Em fevereiro de 2018, com o fim do matinal, Mariana ficou sem novo projeto, e em 26 de março, ela saiu da RedeTV! Mariana é dona de Safira Produtora de Vídeos 

## Filmografia
| Ano     | Título              | Cargo         | Nota                          |
| ------- | ------------------- | ------------- | ----------------------------- |
| 1996–98 | Domingão do Faustão | Repórter      | Quadro: "Caminhão do Faustão" |
| 1999–02 | Jornal da Band      | Repórter      |                               |
| 2002–04 | Jornal da TV!       | Repórter      |                               |
| 2004–05 | Esporte Motor       | Apresentadora |                               |
| 2005–08 | Esporte Record      | Apresentadora |                               |
| 2009–14 | Hoje em Dia         | Colunista     | Quadro: "Notícias da Manhã"   |
| 2015–18 | Melhor pra Você     | Apresentadora |                               |